# Монтегю-Планторель
Монтегю́-Планторе́ль (фр. Montégut-Plantaurel) — коммуна во Франции, находится в регионе Юг — Пиренеи. Департамент коммуны — Арьеж. Входит в состав кантона Вариль. Округ коммуны — Памье.
Код INSEE коммуны — 09202.

## Население
Население коммуны на 2008 год составляло 320 человек.
| 1962 | 1968 | 1975 | 1982 | 1990 | 1999 | 2008 |
| ---- | ---- | ---- | ---- | ---- | ---- | ---- |
| 189  | 210  | 171  | 179  | 253  | 267  | 320  |

## Экономика
В 2007 году среди 202 человек в трудоспособном возрасте (15—64 лет) 171 были экономически активными, 31 — неактивными (показатель активности — 84,7 %, в 1999 году было 79,3 %). Из 171 активных работали 153 человека (87 мужчин и 66 женщин), безработных было 18 (7 мужчин и 11 женщин). Среди 31 неактивных 9 человек были учениками или студентами, 8 — пенсионерами, 14 были неактивными по другим причинам.

## Достопримечательности
- Церковь, реконструированная в 1877—1880 годах.
- Замок Ла-Хилл (фр. La Hille). Во время Второй мировой войны замок использовался Красным Крестом как приют для детей-беженцев, в основном евреев «без гражданства». В сентябре 2000 года была установлена мемориальная доска, а в 2007 году был открыт «Детский музей», посвящённый этим событиям.
- Руины замка Монтегю.